# Леонхард IV фон Харах-Рорау
Леонхард IV фон Харах-Рорау (на немски: Leonhard IV Freiherr von Harrach zu Rohrau) от род фон Харах е фрайхер на Харах-Рорау в Долна Австрия и господар на Пюрхенщайн-Либенщайн, от 1577 г. фрайхер на Бохемия. Родът е издигнат на фрайхер през 1550 и през 1627 г. на имперски графове.

## Биография
Роден е през 1514 година. Той е син на Леонхард III фон Харах-Рорау (1481 – 1527) и съпругата му Барбара фон Глайнитц (1485 – 1535), дъщеря на фрайхер Балтазар фон Глайнитц-Глайнщетен и Барбара фон Раминген. Сестра му Урсула фон Харах (1522 – 1554) е омъжена на 21 юни 1540 г. в Аугсбург за фрайхер Йохан Якоб Фугер фон Кирхберг и Вайсенхорн (1516 – 1575).
Баща му Леонхард III фон Харах купува през 1524 г. Господството Рорау в Долна Австрия. По-късно дворецът Рорау става резиденция на фамилията.
На 4 януари 1552 г. император Карл V прави Леонхард IV и рода му на имперски фрайхер (барон). През 1577 г. той е фрайхер на Бохемия. През 1585 г. испанският крал Филип II го награждава с Ордена на Златното руно.
След 55 години служба в императорския двор той се оттегля в Рорау в Долна Австрия и престроява своя замък.
Леонхард IV умира на 27 юни 1590 г. на 76-годишна възраст. Погребан е в Августинската църква във Виена.
Внук му Карл (1570 – 1628) става на 6 ноември 1627 г. имперски граф.

## Фамилия
Леонхард IV фон Харах-Рорау се жени 1536 г. за Барбара фон Виндиш-Грец (* ок. 1520; † 9 август 1580, Линц), дъщеря на Зигфрид фон Виндиш-Грец († 1541) и Афра Грасвайн. Те имат 16 деца:
- Кристоф фон Харах (* 1537; † 1539)
- Крафт фон Харах (* 1537; † 1537/1550)
- Афра фон Харах (* ок. 1538/1539; † 1561), омъжена I. за Мориц фон Ракниц, II. за Волфганг фон Кьонигсберг цу Зебенщайн
- Елизабет фон Харах (* 1539)
- Фелицитас фон Харах (* 1540), омъжена I. за фрайхер Йохан Георг фон Ламберг, II. 1570 г. за Йохан фон Галенберг
- Леонхард V фон Харах-Рорау (* 1542; † 5 февруари 1597, Виена), фрайхер на Харах-Рорау, женен I. на 8 август 1563 г. за графиня Мария Якоба фон Хоенцолерн-Зигмаринген (1549 – 1578), II. на 15 септември 1578 г. за графиня Анна фон Ортенбург († 1602)
- Барбара фон Харах (* 1543), омъжена на 10 септември 1559 г. за Мориц II фон Дитрихщайн (* 1522)
- Кристоф фон Харах (* 1545)
- Маргарета фон Харах (* 1546), омъжена 1569 г. за Фердинанд Хофман фон Щрехау-Грюнбюхел († 1597)
- Теобалд фон Харах (* 1547; † 1569)
- Анна фон Харах (* 1548), омъжена на 28 август 1569 г. за Кристоф фон Рапах
- Юстина фон Харах (* 1550; † 1572), омъжена на 12 януари 1571 г. за фрайхер Фридрих фон Прага цу Виндхаг († сл. 30 септември 1598)
- Мария фон Харах (* 1551; † 1598), омъжена I. за Балтазар фон Прьозинг, II. за Кристоф фон Тойфенбах († 1598)
- Теодорикус фон Харах (* 1553; † 1569)
- Хелена фон Харах (* 1555; † 1555/1570)
- Сузана Вероника, фрайин фон Харах (* 1558; † сл. 12 юни 1617), омъжена на 20 май 1576 г. за фрайхер Фердинанд Хелфрих фон Мегау (* 1533; † 10 юли 1585)